# 17567 Hoshinoyakata
17567 Hoshinoyakata este o planetă minoră (asteroid), cu un diametru de 17,125 km, din centura de asteroizi. A fost descoperită pe 5 aprilie 1994 la Kitami de Kin Endate. 
Obiectul prezintă o orbită caracterizată de o semiaxă mare de 2,7803347 UAi, o excentricitate de 0,16, o înclinație de 8,73401 ° în raport cu ecliptica.